# گابریل روث
گابریل روث (انگلیسی: Gabrielle Roth؛ ۴ فوریهٔ ۱۹۴۱ – ۲۲ اکتبر ۲۰۱۲) یک رقص، نوازنده، و پدیدآور اهل ایالات متحده آمریکا بود.